# Рижана (Копер)
Рижана (словен. Rižana) — поселення в общині Копер, Регіон Обално-крашка, Словенія. Висота над рівнем моря: 48,2 м.